# Kanzel (Heretshausen)

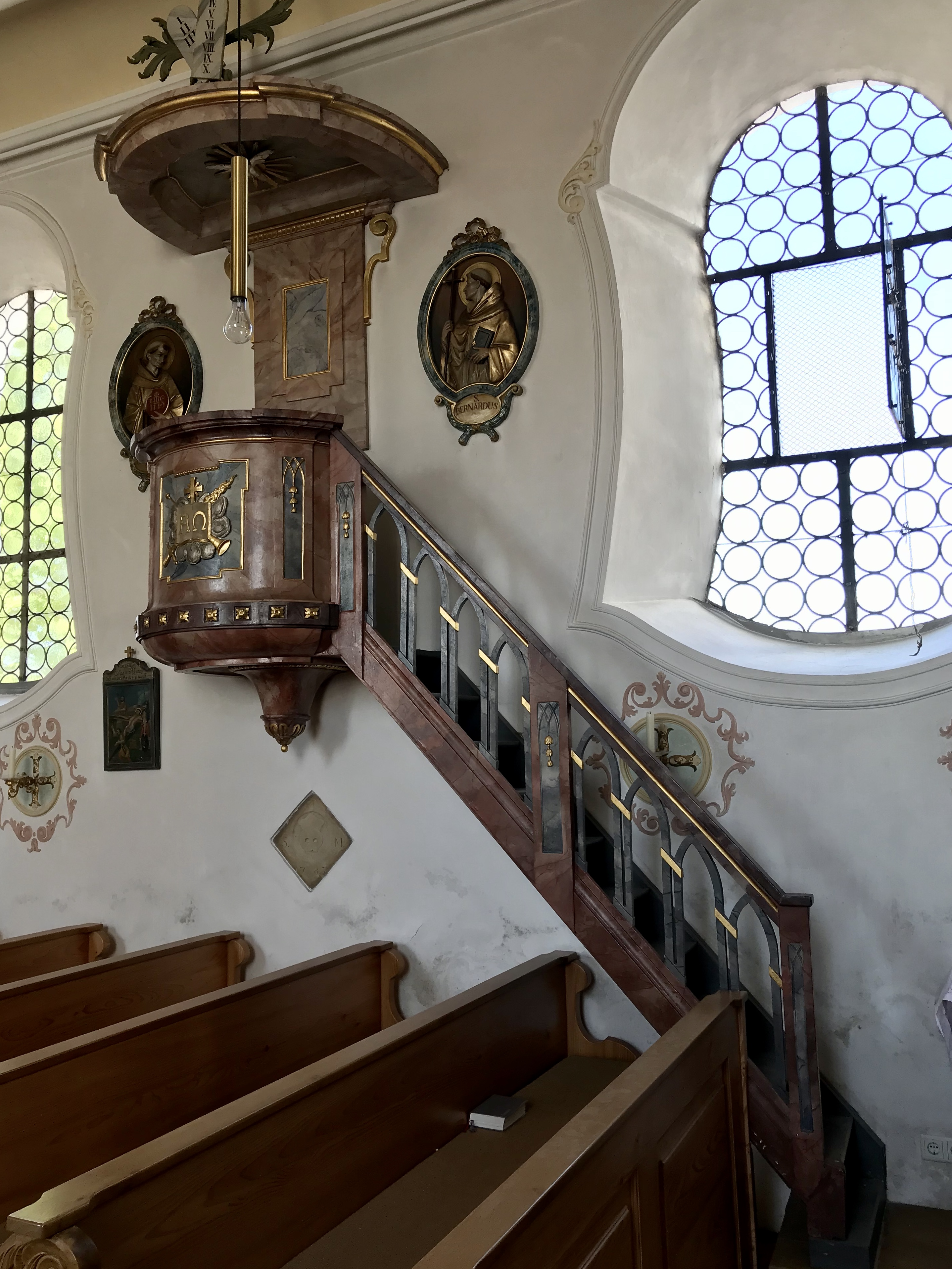
Kanzel in Heretshausen

Die Kanzel in der katholischen Pfarrkirche St. Laurentius in Heretshausen, einem Gemeindeteil von Adelzhausen im Landkreis Aichach-Friedberg im bayerischen Regierungsbezirk Schwaben, wurde Ende des 18. Jahrhunderts geschaffen. Die Kanzel ist ein Teil der als Baudenkmal geschützten Kirchenausstattung.
Die hölzerne Kanzel im Stil des Klassizismus besitzt einen halbrunden Kanzelkorb mit den griechischen Buchstaben Alpha und Omega an der Vorderseite. An der Unterseite bildet ein Zapfen den Abschluss. 
Der Schalldeckel mit Gesims wird von den Gesetzestafeln bekrönt, an der Unterseite ist eine Heiliggeisttaube zu sehen.